# Vladimir Sudar
Vladimir Sudar, född 20 juli 1985 i Mostar, är en bosnisk fotbollsmålvakt som spelar för Team TG. Han har tidigare spelat för bland annat Umeå FC och IFK Luleå.
Sudar har även representerat Bosnien i juniorlandslags-sammanhang.

## Karriär
Sudar inledde sin seniorkarriär i sin moderklubb FK Leotar i den bosniska högstaligan. Innan dess blev han under säsongerna 2003/04 och 2004/05 utsedd till landets bästa unga målvakt. Under tre säsonger spelade Sudar för FK Leotar fram till den 3 april 2008, då Umeå FC meddelade att man skrivit ett treårskontrakt med den bosniska målvakten. Kontraktet förlängdes sedan till att gälla fram till 2014.
I augusti 2014 meddelade Umeå FC att Sudar lämnat klubben för spel i finska IFK Mariehamn. Sudars kontrakt var ett korttidskontrakt som gällde från augusti till och med sista oktober 2014. I mars 2015 skrev Sudar på för IFK Luleå. I januari 2018 värvades Sudar av Team TG. I juni 2020 lånades han ut till IFK Norrköping. I januari 2021 förlängde Sudar sitt kontrakt i Team TG med ett år.
I juni 2021 återvände Sudar till Umeå FC på ett korttidskontrakt fram till sommaruppehållet. I mars 2022 återvände han till Umeå FC och skrev på ett ettårskontrakt med klubben. Säsongen 2023 återvände Sudar till division 2-klubben Team TG.

## Utmärkelser
- 2003/04 Främsta unga målvakten i Bosnien och Hercegovina.
- 2004/05 Främsta unga målvakten i Bosnien och Hercegovina.
- 2009 MVP och säsongens spelare i Umeå FC.
- 2010 MVP och säsongens spelare i Umeå FC.